# نادي ترمسعيا للفروسية
نادي ترمسعيا للفروسية هو نادي فروسية في بلدة ترمسعيا، محافظة رام الله والبيرة، فلسطين.
في عام 2007 أسس النادي أشرف ربيع (44 عامًا). الذي ولد ترمسعيا، لكنه هاجر إلى بنما في سن 16 من عمره، ومن هناك إلى الولايات المتحدة، حيث كان يحلم بالعودة في يوم من الأيام إلى مسقط رأسه و «بناء منزل به مستقر مليء بالخيول.» نادي ترمسعيا للفروسية هو تحقيق لهذا الحلم.
بنى ربيع منزل أحلامه وإسطبل، لكنه لاحظ أن العديد من الأطفال سيأتون إلى إسطبله لمشاهدة الخيول. وهذا ما دفعه إلى بناء نادي للفروسية بمهمة تجعل ركوب الخيل متاحًا لجميع الفلسطينيين. يدرك ربيع أن «هذه الرياضة معروفة بأنها أغلى رياضة في جميع أنحاء العالم،» حلمه هو تغيير ذلك، وجعل ركوب الخيل «متاحًا للجميع». يمتلك ربيع مزرعته الرئيسية للخيول في الولايات المتحدة؛ يقوم بتربية الخيول العربية فيها بهدف البيع.
يقدم نادي ترمسعيا للفروسية خدمات التسكين والرعاية لأصحاب الخيول الخاصة والتدريب على القفز وترويض الخيول.
الفرنجي، كان يركب في النادي لمدة عشر سنوات عندما تحدث إلى أحد المراسلين في عام 2007، والذي شارك مع فريق القفز الوطني الفلسطيني وشرح صعوبة التنافس على المستوى الدولي مع عدم كفاية التمويل. قال: «عندما نتنافس في أي مكان خارج البلاد، عندما يروننا نركب، فإننا نشعر بالإعجاب لأننا نعرف حقًا كيف نركب»، «إنهم يتساءلون كيف يمكننا ركوب الطريق الذي نفعله دون وجود أي شيء في فلسطين».